# Currence
Currence is een Nederlands bedrijf dat namens banken verantwoordelijk is voor nationale collectieve betaalproducten.
Currence werd opgericht op 1 januari 2005 op initiatief van acht Nederlandse banken (ABN AMRO, Rabobank, ING, Fortis, SNS Bank, BNG, Friesland Bank en Van Lanschot Bankiers). De doelstelling werd omschreven als "facilitering marktwerking en transparantie met behoud van de kwaliteit en veiligheid van het betalingsverkeer in Nederland". In de oprichtingsfase was Brands & Licences Betalingsverkeer Nederland B.V. de werknaam. Op 17 mei 2005 werd de naam Currence aangenomen.

## Producten

### iDEAL
iDEAL is een Nederlands online betaalmiddel dat in 2005 door Currence is ontworpen.
Sinds 2023 is iDEAL eigendom van European Payments Initiative (EPI). EPI zal in 2025 de naam van iDEAL veranderen in Wero.

### iDIN
iDIN is een Nederlands online identificatiemiddel dat in 2016 door Currence is geïntroduceerd.

### Incassomachtigen
Incassomachtigen is een methode waarmee klanten via de internetbankieromgeving van hun eigen bank toestemming voor een Europese incasso kunnen afgeven. Incassomachtigen werd in 2015 geïntroduceerd.

## Voormalige producten

### Acceptgiro
Een acceptgirokaart was een kaart die door de ontvanger van een betaling aan de betaler wordt gestuurd om de betaling te vereenvoudigen. De acceptgiro is per 1 juni 2023 door Currence afgeschaft omdat hij steeds minder werd gebruikt en voor de banken te kostbaar was.

### Chipknip
Chipknip was een Nederlandse elektronische portemonnee die in 1996 werd geïntroduceerd door een aantal Nederlandse banken. Later werd het product eigendom van Currence. Per 1 januari 2015 is Chipknip opgeheven.

### PIN
PIN was een Nederlandse debetkaart die in 1990 werd geïntroduceerd door De Nederlandsche Bank. Later werd het eigendom van Currence. Per 1 januari 2012 is het merk opgeheven.